# Björn Westin
Björn Edvard Westin, född 28 december 1916 i Almunge församling, Stockholms län, död 14 december 2010 i Solna, var en svensk läkare.
Westin blev medicine licentiat i Stockholm 1946, medicine doktor 1957, docent i obstetrik och gynekologi vid Karolinska institutet 1957. Han var underläkare i Luleå 1946–47, i Lidköping 1948–50, vid kvinnokliniken på Sabbatsbergs sjukhus 1950–59 och biträdande överläkare där 1959–69 samt klinikläkare och biträdande överläkare vid kvinnokliniken på Danderyds sjukhus 1969–83. Han tilldelades professors namn 1981. Han författade skrifter i obstetrik och gynekologi.